# Hong Kong Vase
Hong Kong Vase, är ett hongkongskt galopplöp för treåriga och äldre fullblod, som rids årligen på Sha Tin Racecourse i Sha Tin i Hongkong. Det är sedan 2000 ett Grupp 1-löp, det vill säga ett löp av högsta internationella klass. Löpet rids över 2400 meter på gräs i december. Löpet reds för första gången 1994, och har en samlad prissumma på 20 miljoner hongkongdollar.

## Segrare
| År   | Häst             | Ålder | Jockey          | Tränare              | Tid     |
| ---- | ---------------- | ----- | --------------- | -------------------- | ------- |
| 1994 | Red Bishop       | 6     | Cash Asmussen   | John Hammond         | 2:25.10 |
| 1995 | Partipral        | 6     | Olivier Peslier | Élie Lellouche       | 2:25.70 |
| 1996 | Luso             | 4     | Frankie Dettori | Clive Brittain       | 2:26.10 |
| 1997 | Luso             | 5     | Michael Kinane  | Clive Brittain       | 2:26.30 |
| 1998 | Indigenous       | 5     | Douglas Whyte   | Ivan W. Allan        | 2:27.40 |
| 1999 | Borgia           | 5     | Olivier Peslier | André Fabre          | 2:30.10 |
| 2000 | Daliapour        | 4     | Johnny Murtagh  | Sir Michael Stoute   | 2:28.20 |
| 2001 | Stay Gold        | 7     | Yutaka Take     | Yasuo Ikee           | 2:27.80 |
| 2002 | Ange Gabriel     | 4     | Thierry Jarnet  | Eric Libaud          | 2:28.40 |
| 2003 | Vallee Enchantee | 3     | Dominique Boeuf | Élie Lellouche       | 2:28.20 |
| 2004 | Phoenix Reach    | 4     | Martin Dwyer    | Andrew Balding       | 2:29.80 |
| 2005 | Ouija Board      | 4     | Kieren Fallon   | Ed Dunlop            | 2:28.90 |
| 2006 | Collier Hill     | 8     | Dean McKeown    | Alan Swinbank        | 2:27.10 |
| 2007 | Doctor Dino      | 5     | Olivier Peslier | Richard Gibson       | 2:28.20 |
| 2008 | Doctor Dino      | 6     | Olivier Peslier | Richard Gibson       | 2:29.14 |
| 2009 | Daryakana        | 3     | Gérald Mossé    | Alain de Royer-Dupré | 2:27.51 |
| 2010 | Mastery          | 4     | Frankie Dettori | Saeed bin Suroor     | 2:27.69 |
| 2011 | Dunaden          | 6     | Craig Williams  | Mikel Delzangles     | 2:27.50 |
| 2012 | Red Cadeaux      | 6     | Gerald Mosse    | Ed Dunlop            | 2:28.73 |
| 2013 | Dominant         | 6     | Zac Purton      | John Moore           | 2:27.29 |
| 2014 | Flintshire       | 4     | Maxime Guyon    | André Fabre          | 2:29.83 |
| 2015 | Highland Reel    | 3     | Ryan Moore      | Aidan O'Brien        | 2:28.43 |
| 2016 | Satono Crown     | 4     | João Moreira    | Noriyuko Hori        | 2:26.22 |
| 2017 | Highland Reel    | 5     | Ryan Moore      | Aidan O'Brien        | 2:26.23 |
| 2018 | Exultant         | 4     | Zac Purton      | Tony Cruz            | 2:26.56 |
| 2019 | Glory Vase       | 4     | João Moreira    | Tomohito Ozeki       | 2:24.77 |
| 2020 | Mogul            | 3     | Ryan Moore      | Aidan O'Brien        | 2:27.21 |
| 2021 | Glory Vase       | 6     | João Moreira    | Tomohito Ozeki       | 2:27.07 |